# 木室村
木室村（きむろむら）は、福岡県三潴郡にあった村。現在の大川市の一部。

## 地理
筑後平野西南部に位置していた。

## 歴史
- 1889年（明治22年）4月1日 - 町村制の施行により、三潴郡中木室村、下木佐木村、下牟田口村、荻島村、大橋村、本木室村、中八院村、上白垣村（大部分）、下白垣村、下八院村が合併して村制施行し、木室村が発足[1][2]。
- 1940年（昭和15年）- 下木佐木に木室郵便局開設[1]
- 1954年（昭和29年）4月1日 - 三潴郡大川町、田口村、川口村、大野島村、三又村と合併して大川市を新設して廃止[1][2]。

## 交通

### 鉄道
- 1909年（明治42年）- 三潴軌道 榎津 - 羽犬塚間開通[1]
- 1932年（昭和7年）- 三潴軌道廃止[1]

### 道路
- 1888年（明治21年）- 県道福島 - 若津間開通（現国道442号）[1]